# 李力 (越南)
李力（越南语：／；？—1038年），越南李太祖李公蕴第3个儿子，封东征王（越南语：／）。
1028年，李公蕴在昇龙的龙安殿逝世。他和翊圣王、武德王听说此事后，联合起来造反，企图篡夺皇位，于是，他们各率家兵入禁城，埋伏于庆福门内，准备在李佛玛经过的时候将其刺杀。但李佛玛却从祥符门入宫，幸运地躲过了这一劫。随即李佛玛发现了三王的阴谋，派遣黎奉晓前去征讨，武德王被处死，他和弟弟翊圣王则被擒，李太宗下诏赦免了他们。
1038年，李力病卒。